# دلتانا (آلاسکا)
دلتانا (به انگلیسی: Deltana) شهری در ناحیه سرشماری ساوت‌ایست فیربنکس ایالت آلاسکا است که جمعیت آن در سرشماری سال ۲۰۰۰ میلادی ۱۵۷۰ نفر بوده‌است.